# Seznam ameriških violinistov
Seznam ameriških violinistov.

## A
- Joseph Achron

## B
- Joshua Bell
- Yehonatan Berick
- Ace Brigode

## C
- William Andrews Clark Jr. (1877–1934)
- Russ Columbo

## E
- Mischa Elman

## F
- Dave Farrell
- Nahan Franko

## G
- Alan Gilbert

## H
- Augustin Hadelich
- Petra Haden
- Hilary Hahn
- Jascha Heifetz

## J
- Leroy Jenkins
- Isham Jones

## K
- Jennifer Koh

## L
- Shana Levy
- George Liberace
- Charles Martin Loeffler

## M
- Lorin Maazel
- Melissa Majoni
- Nathan Milstein

## O
- Ricardo Odnoposoff

## P
- Itzhak Perlman

## Q
- Philippe Quint

## R
- David Radzynski
- Ruggiero Ricci
- Hahn Rowe

## S
- Simon Shaheen
- Isaac Stern
- Lindsey Stirling

## W
- Sara Watkins
- King Watzke
- Dan Weinstein (glasbenik)
- Anatole Wieck

## Y
- Dwight Yoakam

## Z
- David Zinman